# Turcia
Turcia est une commune d'Espagne dans la province de León, communauté autonome de Castille-et-León.

## Description
Turcia s'étend sur 31,99 km2 et comptait environ 1 057 habitants en 2015.